# Tachydromia kazakhstanica
Tachydromia kazakhstanica är en tvåvingeart som beskrevs av Igor Shamshev och Chvala 2001. Tachydromia kazakhstanica ingår i släktet Tachydromia och familjen puckeldansflugor.
Artens utbredningsområde är Kazakstan. Inga underarter finns listade i Catalogue of Life.